# Nero Multimedia Suite
Nero Multimedia Suite este o suită software pentru Microsoft Windows și Linux, dezvoltată de către Nero AG. Principala componentă a software-ului este Nero Burning ROM.
Produse incluse în Nero Suite:
- Nero StartSmart
- Nero Burning ROM
- Nero Express
- Nero ImageDrive
- Nero CoverDesigner
- Nero BurnRights
- Nero DiscSpeed
- Nero DriveSpeed
- Nero Info Tool
- Nero DiscCopy Gadget
- Nero RescueAgent
- InCD
- Nero ShowTime
- Nero Live
- Nero Live Gadget
- Nero Vision
- Nero Recode
- Nero Wave Editor
- Nero SoundTrax
- Nero PhotoSnap
- Nero PhotoSnap Viewer
- Nero PhotoSnap Viewer
- Nero Linux